# Данаида сита
Данаида сита (Parantica sita) — дневная бабочка из подсемейства Данаиды. Широко распространённый на территории Азии вид, на территории России — редкий вид-мигрант, попадающий сюда вместе с попутными ветрами.

## Описание

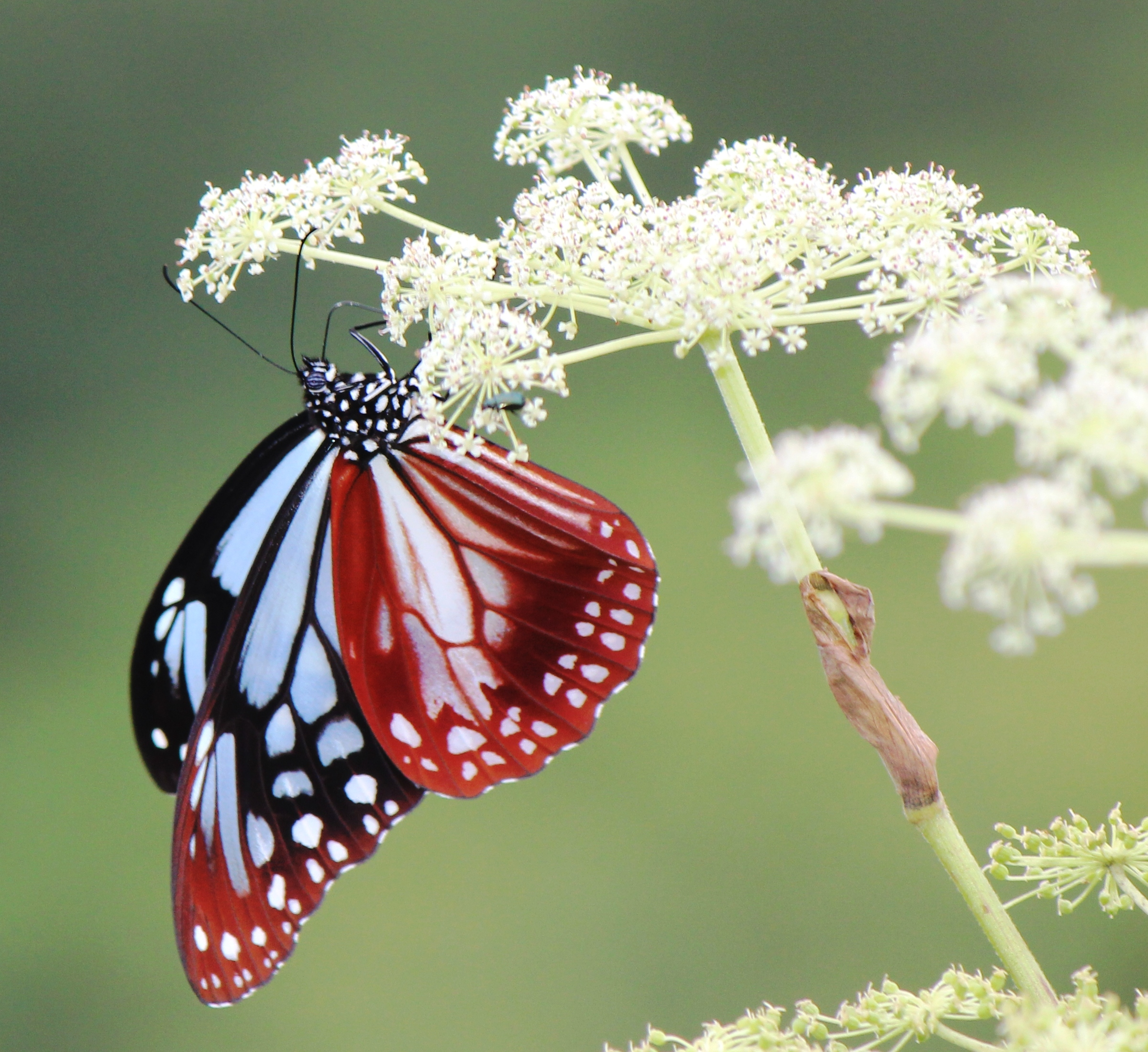

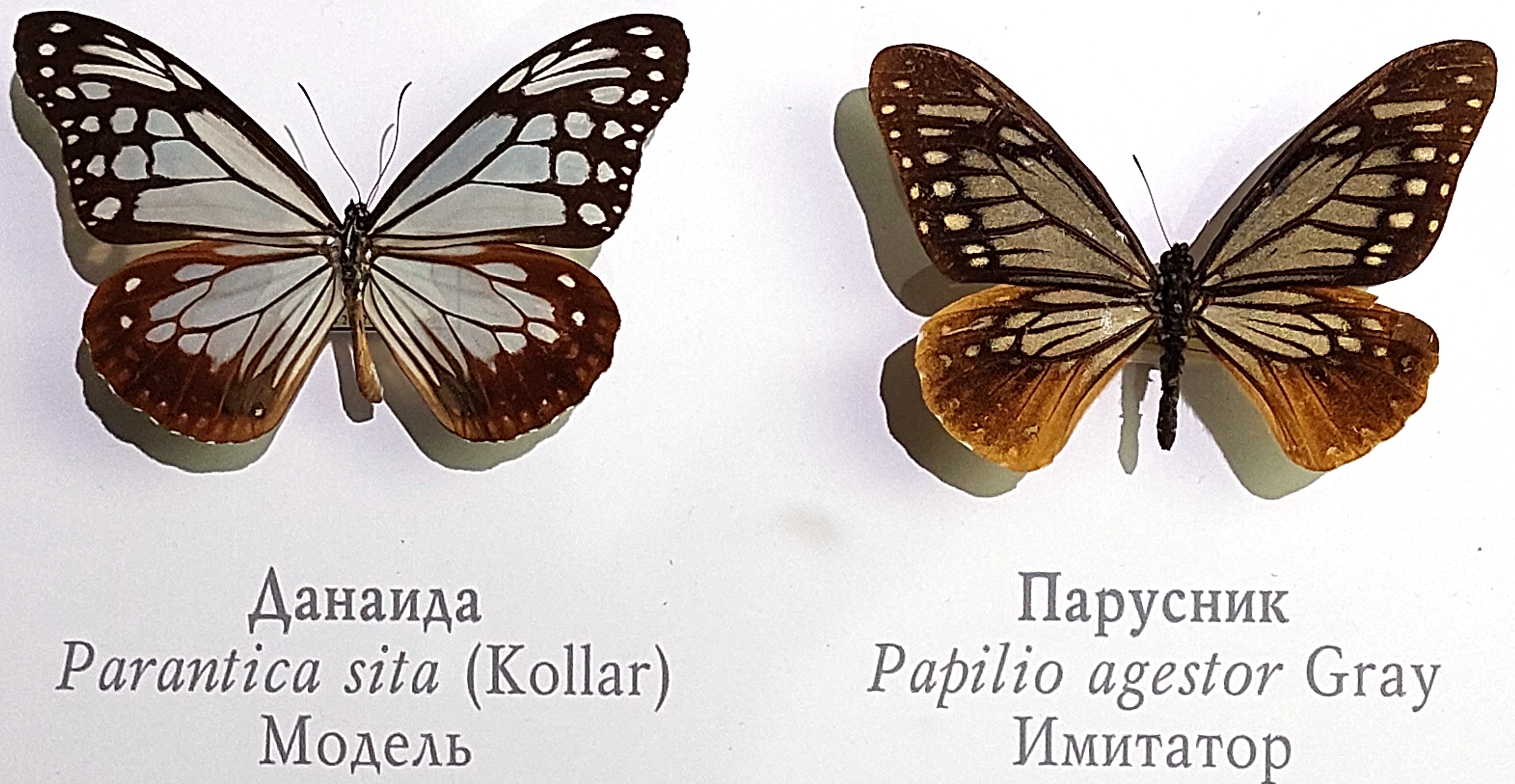
Под данаиду ситу мимкрирует парусник агестор

Размах крыльев иногда может превышать 100 мм. Верхняя сторона передних крыльев бледно-зелёная с черным рисунком, особенно интенсивным по внешнему края крыльев. Задние крылья от корня до внешнего поля также бледно-зелёного цвета. Далее на задних крыльях проходит тёмная полоса с мелкими светлыми пятнами, которых обычно 5 штук. Весь внешний край и передний край крыльев окрашены в бордово-коричневый цвет.

## Биология
Населяет смешанные и тропические леса. Лёт бабочек наблюдается на протяжении всего лета.

## Ареал
Юг Приморья и остров Сахалин, а также остров Кунашир в России, Корея, Китай, Япония, Северная Индия, северный Пакистан, Кашмир, Сикким, Тайвань, Малайзия.

## Кормовые растения гусениц
Гусеницы питаются на растениях семейства Asclepiaceae: Asclepias curassavica, Cynanchum caudatum, C. grandifolium, C. sublanceolatum, Hoya carnosa, Marsdenia tinctoria, M. tomentosa, Metaplexis spp., Tylophora aristolochioides, T. floribunda, T. japonica, T. ovata, T. tanakae.